# Андхримнир
Андхримнир — в скандинавской мифологии повар в Валхалле (чертоге бога Одина в обители богов Асгарде). Он кормит эйнхериев (павших в битве воинов, которые вознеслись в Валхаллу): готовит для них мясо вепря Сехримнира (который оживает каждый раз после того, как съеден обитателями Валхаллы) в котле Эльдхримнире.
Упоминается в песни «Речи Гримнира» из мифологической части «Старшей Эдды» (пер. А. И. Корсуна):
Андхримнир варит

Сехримнир-вепря

В Эльдхримнир-чане -

Мясо прекрасно,

Но немногим известно,

Что этим эйнхериев кормят.
Фрагмент из «Речей Гримнира» точно цитируется в «Младшей Эдде» Снорри Стурлусона. Цитате предшествует прозаический фрагмент следующего содержания (пер. М. И. Стеблина-Каменского):
Тогда Ганлери молвил: «Ты рассказываешь, что все павшие в битве с тех самых пор, как был создан мир, обитают теперь у Одина в Валхалле? Как же ему удаётся накормить их? Ведь, наверное, собралось там людей великое множество!» Тогда отвечает Высокий: «Ты прав: великое множество там народу, а будет и того больше, хоть и этого будет мало, когда придёт Волк. Но сколько бы ни было людей в Валхалле, всегда хватает им мяса вепря по имени Сехримнир. Каждый день его варят, а к вечеру он снова цел. А что до твоих расспросов, то, сдаётся мне, немного сыщется мудрецов, чтобы знали всю правду. Андхримнир — имя повара, а котёл зовётся Эльдхримнир».